# Acid2
Acid2 é uma página de teste de compatibilidade com padrões web (Web Standards) W3C com navegadores, publicada e promovida pelo Web Standards Project para expor problemas de compatibilidade com os padrões web existentes nalguns navegadores. O objetivo do teste é que o navegador testado exiba exatamente um rosto amarelo junto das palavras "Hello World".

## Aprovados
De todas as aplicações testadas apenas estas obtiveram resultado satisfatório:
- Safari, navegador oficial do sistema operacional Mac OS X (Disponível também para Windows)
- Prince
- Opera
- Konqueror, por compartilhar código fonte com o Safari, algumas soluções usadas puderam ser adaptadas ao Konqueror.
- iCab
- Shiira, por meio da utilização do renderizador nativo do Mac OS X.
- Mozilla Firefox, com o novo Gecko a partir de sua versão 3.0.
- Internet Explorer 8.
- Google Chrome, navegador da Google, usa o mesmo motor de renderização do Safari.
- Mozilla Servo

Apesar dos esforços para tornar o Internet Explorer 7 compatível com o padrão CSS, a Microsoft declarou publicamente que a compatibilidade com o teste Acid2 não é um dos seus focos e que a sétima versão do programa não passará no teste. No entanto, para a versão 8 do Internet Explorer a Microsoft se adequa ao teste Acid2, tornando seu navegador compatível com os padrões do W3C.